# یان فریچ
یان فریچ (لهستانی: Jan Frycz؛ زادهٔ ۱۵ مهٔ ۱۹۵۴) بازیگر اهل لهستان است.
از فیلم‌ها یا برنامه‌های تلویزیونی که وی در آن نقش داشته است، می‌توان به تله، خبرچینان، مادام کاملیا، ماری کوری: جسارت دانش،منم، دزد، بچه‌ها و ماهی، سنگ، شوالیه، ما همه مسیح هستیم، ۲۵ سال بی‌گناهی، فقط عاشقم باش، کارناوال، اوشیتسکا، قانون حقیقی، کورشده از نور، هتل ۵۲، امید، پورنوگرافی و رز کوچک اشاره کرد.